# Джонс, Брайан (серийный убийца)
Брайан Морис Джонс (англ. Bryan Maurice Jones; род. 14 мая 1962, округ Сан-Диего, штат Калифорния) — американский серийный убийца и насильник, совершивший по версии следствия с 29 августа 1985 года по 15 августа 1986 года серию из как минимум 4 убийств девушек и женщин в городе Сан-Диего, (штат Калифорния) и серию изнасилований. Все жертвы являлись проститутками, которые традиционно подвержены большой виктимности. 19 сентября 1994 года Джонс был приговорен к смертной казни. Своих жертв после совершения убийств Джонс сбрасывал в мусорные контейнеры (англ. «Dumpster»), благодаря чему известен под прозвищем «Убийца у мусорных контейнеров» (англ. «Dumpster killer»).

## Биография
Брайан Джонс родился 14 мая 1962 года на территории округа Сан-Диего. Был старшим ребёнком в семье из двух детей. Его отец был военнослужащим армии США, который на момент рождения Брайана проходил службу в Корпусе морской пехоты. Детство Брайан провёл в городе Барстоу. Рос в социально-неблагополучной обстановке. В конце 1960-х отец Джонса проходил службу на одной из военных баз, расквартированных на Окинаве. В начале 1970-х он уволился из рядов армии США и стал увлекаться алкогольными напитками и азартными играми, вследствие чего потерял все свои сбережения и начал вести маргинальный образ жизни. Будучи в состоянии алкогольного опьянения, отец Джонса часто впадал в приступы гнева, во время которых подвергал всех членов семье агрессии. Он неоднократно избивал мать Брайана и его сестру в присутствии Брайана. В одном случае, после того как Брайан попытался защитить своих родственников — его отец сломал ему руку. В этот период Джонс потерял интерес к учебному процессу и стал много времени проводить на улице, которая как социально-педагогическая среда сильно повлияла на формирование его личности. Сестра Джонса свидетельствовала о том, что в период с 1973 года по 1974 год Брайан подвергал её сексуальным домогательствам, однако подтверждений этому найдено не было. В середине 1970-х мать Брайана развелась с его отцом и они переехали в Сан-Диего. Семья нашла жилье в одном из социально-жилищных комплексов, который был расположен на 51-й улице, где проживали представители маргинального слоя общества, ведущие криминальный образ жизни и имеющий низкий уровень образования. Дом Джонса располагался недалеко от бульвара Эль-Кахон, который являлся т. н. кварталом красных фонарей, где процветала проституция и другие виды секс-индустрии, такие как секс-шопы, стрип-клубы. Попав под влияние местных сверстников, Брайан Джонс в 1975 году совершил кражу, после чего был арестован и провёл несколько недель в качестве уголовного наказания в одном из учреждений для несовершеннолетних преступников. Оказавшись в Сан-Диего, Джонс начал посещать одну из местных школ, но из-за хронических прогулов и неуспеваемости вскоре был вынужден бросить её. Под влиянием своей матери, в конце 1970-х Брайан покончил с маргинальным образом жизни и в 1979 году поступил в одно из учебных заведений Сан-Диего, входящих в государственную программу «Job Corps» — программу, администрируемую Министерством труда США, которая предлагает бесплатное образование и профессиональную подготовку молодым мужчинам и женщинам, находящимся в возрасте от 16 до 24 лет, которые по тем или иным причинам были вынуждены прекратить обучение в общеобразовательных школах США. В конце 1979 года 17-летний Джонс познакомился в учебном заведении с 15-летней Трейси Дэвисон, с которой у него вскоре начались интимные отношения, в результате которых девушка забеременела. В 1980 году Трейси Дэвисон родила Брайану Джонсу сына, после чего на протяжении последующих трёх лет проживала вместе с ним в квартире его матери, но так и не вышла за него замуж. В начале 1980-х Джонс окончил учебное заведение по программе «Job Corps», получив образование сварщика, после чего вплоть до своего ареста в октябре 1986 года — работал сварщиком на местных предприятиях в Сан-Диего, где был на хорошем счету у начальства и характеризовался положительно знакомыми и друзьями. В 1983 году Джонс и Трейси Дэвисон расстались и Дэвисон ушла от Джонса к другому мужчине по имени Дэвид Энцмингер, за которого впоследствии вышла замуж. По свидетельствам Дэвисон, Брайан Джонс в начале 1980-х стал испытывать повышенное половое влечение к девушкам и половую активность, вследствие чего стал увлекаться просмотром и коллекционированием фото и видеоматериалов эротического содержания и стал испытывать приступы ревности по отношению к ней, во время одного из которых совершил попытку её удушения, в результате чего она потеряла сознание и получила травмы. После того, как Дэвисон ушла от него, Джонс всё свободное от работы время стал проводить на бульваре Эль-Кахон, в обществе проституток и сутенеров. Трейси Дэвисон утверждала, что незадолго до ареста Джонс стал проявлять агрессивное поведение по отношению к ней и к её мужу Дэвиду Энцмингеру, в результате чего между ними осенью 1985 года произошло как минимум две драки, в ходе которой Трэси Дэвисон потеряла зуб. После инцидента, Дэвисон и Энцмингер подали на Джонса в суд и в 1986 году в отношении Брайана Джонса суд вынес запретительный судебный приказ, предписывающий Джонсу воздерживаться от приближения к Трейси Дэвисон и к её мужу. 16 августа 1985 года Брайан Джонс был арестован по обвинению в нападении, сопряженном с изнасилованием на проститутку по имени Мария Р. Женщина утверждала, что являлась бездомной и днём ранее 15 августа Брайан Джонс предложил ей заняться сексом, заплатив ей за оказание интимных услуг 20 долларов. Согласно её свидетельским показаниям, они сели на автобус, доехали до квартиры Джонса, где занялись сексом, после чего он совершил на неё нападение, в ходе которого принялся душить её куском веревки до тех пор, пока она не потеряла сознание. После того как она пришла в сознание, Джонс повторно изнасиловал её, забрал у неё 20 долларов и отпустил, заявив ей что в случае обращения в полицию она станет жертвой убийства. Несмотря на это, Мария Р. обратилась в полицию, но Джонс через несколько дней после ареста был отпущен на свободу и все обвинения с него были сняты, так как Мария Р. неожиданно не явилась на последующие встречи со следователями и прекратила с ними свое сотрудничество
.

## Арест
Брайан Джонс был арестован в конце октября 1986 года по обвинению в изнасиловании и похищении Берты Р. Согласно свидетельским показаниям девушки, 16 октября 1986 года она находилась в телефонной будке на бульваре Эль-Кахон и искала адрес конторы по обналичиванию чеков, чтобы обналичить чек. Берта работала поваром и не была замечена в занятии проституцией. Девушка заявила сотрудникам правоохранительных органов, что Брайан Джонс подъехал к ней на машине Datsun 280Z и предложил ей помощь, на что она ответила согласием. Джонс отвёз её в одну из контор по обналичиванию чеков, однако в ней вследствие системного сбоя не работали компьютеры, после чего Джонс предложил Берте отправиться к нему домой и дождаться пока в конторе не устранят неполадку с работой компьютеров. По словам Берты, Джонс отвёз в дом, который был расположен на улице Миссисипи-стрит. Оказавшись внутри, они выкурили сигарету с марихуаной, после чего Брайан Джонс начал склонять девушку к интимной близости, но получил отказ, вследствие чего угрожая ножом совершил на неё нападение, в ходе которого изнасиловал её. Похитив из личных вещей жертвы 65 долларов, Джонс посадил её в свой автомобиль и отвёз на окраину Сан-Диего, где принудил её к оральному сексу, после чего отпустил. После ареста Брайана Джонса, Берта Р. уверенно опознала его в качестве своего насильника и его автомобиль Datsun 280Z, который принадлежал его сестре. Группа крови Джонса соответствовала группе крови семенной жидкости, следы которой были обнаружены на теле Берты Р. после того как она обратилась в полицию. Также она уверенно опознала дом на Миссисипи-Стрит, в котором произошло преступление. В ходе расследования было установлено, дом на Миссисипи-Стрит принадлежал пожилой женщине по имени Тилли Уилси, где практически постоянно проживала мать Брайана — Энн Джонс, которая работала у Уилси сиделкой, обеспечивала за ней уход и вела домашнее хозяйство. Джонс часто проводил выходные в доме Уилси, помогая с её согласия своей матери в планировании и обеспечении за ней ухода. Брайан Джонс имел ключ от дома Тилли Уилси и часто там бывал в отсутствие матери. В январе 1987 года Джонс был признан в незаконном лишении свободы Берты Р. и её изнасиловании, после чего суд назначил ему уголовное наказание в виде 22 лет лишения свободы.

## Разоблачение в серийных убийствах
После осуждения Джонс в начале 1987 года был этапирован для отбытия уголовного наказания в тюрьму «Corcoran State Prison». 24 июня 1992 года Брайана Джонса в тюрьме посетили представители окружной прокуратуры округа Сан-Диего, которые предъявили ему обвинения в совершении убийств четырёх девушек.
- По версии следствия 29 августа 1985 года Джонс убил 19-летнюю Тару Симпсон, тело которой было найдено 29 августа 1985 года в переулке недалеко от бульвара Эль-Кахон, где она занималась проституцией. После совершения убийства, Джонс поместил её труп в мусорный контейнер, облил горючей жидкостью и поджёг. Хотя тяжесть ожогов затрудняла судебно-медицинскую экспертизу, вскрытие выявило у жертвы травму носа, не вызванную огнём, ножевое ранение в области живота и признаки асфиксии, но без травм горла или дыхательных путей. Мазки выявили наличие семенной жидкости во рту, влагалище и прямой кишке, вследствие чего полиция сделала вывод, что Симпсон перед смертью была изнасилована и подвергнута содомии[2].
- 23-летняя Трина Карпентер также как и Тара Симпсон была замечена в занятии проституцией на бульваре Эль-Кахон. Её тело было обнаружено 11 февраля 1986 года в переулке рядом с 51-й улицей, где проживал Джонс. Как и в случае с трупом Симпсон, Джонс после совершения убийства поместил труп девушки в мусорный контейнер, после чего поджёг. По результатам судебно-медицинской экспертизы было установлено, что Карпентер была задушена, а перед смертью принимала кокаин и подверглась избиению. Место обнаружения тела Трины Карпентер находилось на расстоянии квартала от того места, где было обнаружено тело Тары Симпсон[2].
- 9 мая 1986 года Брайан Джонс убил 34-летнюю Джоан Свитс, труп которой был обнаружен в мусорном контейнере недалеко от бульвара Эль-Кахон рядом с многоквартирным домом, где проживал Джонс. Р. подвергся нападению. На ней не было одежды, кроме бюстгальтера и блузки. 34-няя Свитс была задушена и перед смертью подверглась избиению — на её лице и шее были обнаружены гематомы от ударов тупым предметом. Помимо этого, у женщины в ходе судебно-медицинской экспертизы были обнаружены переломы шейных позвонков, ребер и ключицы. Как и предыдущие жертвы. Джоан Свитс незадолго до смерти принимала кокаин. Тело жертвы было завёрнуто в простыню и наматрасник, а затем помещено в два пластиковых мешка для мусора больших размеров, заклеенных скотчем. После того как Джонс сбросил труп убитой в мусорный контейнер, он накрыл её сверху одеялом. В ходе расследования её убийства, полиция провела ряд криминалистических экспертиз, в ходе которых было установлено, что одеяло, которым был укрыт труп жертвы — принадлежало Джонсу и было связано его матерью. Частицы ворса, обнаруженные на блузке Джоан Свитс, на наматраснике и на одеяле — по своей структуре и цвету соответствовало ворсу из ковра, который находился в квартире Брайана Джонса. Отпечатки пальцев Джонса были обнаружены на пластиковых мешках для мусора и на мусорном контейнере, где был найден труп. Перед смертью Джоан Свитс была подвергнута содомии. ДНК-анализ впоследствии установил, что генотипический профиль ДНК, выделенный из следов семенной жидкости, найденных на теле убитой — соответствует генотипическому профилю, выделенному из ДНК Джонса[2].

15 августа 1986 года Джонс убил 37-летнюю Софию Гловер, тело которой было найдено на одной из улиц Сан-Диего, на расстоянии примерно квартала от дома Уилси на Миссисипи-стрит. Гловер на момент смерти вела бродяжнический образ жизни и была замечена в занятии проституцией. Женщина была задушена и как другие жертвы Джонса — перед смертью подверглась изнасилованию, содомии и избиению. Судебно-медицинская экспертиза выявила в её крови продукты распада кокаина и серьёзные травмы от ударов тупым предметом в области головы, шеи и груди. Одежда Гловер была найдена аккуратно сложенной в ближайшем переулке. ДНК-экспертиза впоследствии установила, что следы семенной жидкости, найденные на теле убитой — принадлежат Брайану Джонсу.
Джонсу также было предъявлено обвинение в сексуальном насилии и покушении на убийство двух других женщин Марии Р. и Карен М. , которые произошли 15 августа 1985 года и 20 октября 1986 года соответственно. Карен М. заявила полиции, что стала жертвой изнасилования со стороны Джонса 20 октября 1986 года, всего через четыре дня после его нападения на Берту Р. Согласно показаниям Карен, она страдала наркотической зависимостью и как все предыдущие жертвы Брайана Джонса — занималась проституцией. Женщина утверждала, что 20 октября 1986 года находилась на перекрестке 29-й улицы и Империал-авеню, когда Джонс остановился возле неё, находясь за рулём автомобиля «Datsun 280Z» серо-синего цвета. В ходе разговора, Джонс предложил ей деньги за оказание интимных услуг, на что она ответила согласием, после чего согласно её показаниям — он отвёз её в дом Триси Уилси, расположенный на Миссисипи-стрит. Оказавшись там, они некоторое время занимались совместным распитием алкогольных напитков, после чего он применив удушающий захват, вынудил её заняться с ним оральным сексом и совершил несколько попыток её изнасилования, которые из-за его проблем с потенцией оказались безуспешными. Карен М. утверждала, что Джонс вынудил её выпить огромное количество стаканов виски, после чего она потеряла сознание и была обнаружена дочерью хозяйки дома Марджори Уилси, которая вызвала полицию. Сотрудники правоохранительных органов не поверили версии Карен, согласно которой она стала жертвой изнасилования и предъявили ей обвинения в совершении незаконного проникновения со взломом на территорию чужой частной собственности и попытку совершения кражи. Уголовное дело против Брайана Джонса в совершении изнасилования Карен М. было возбуждено только лишь в начале 1993 года, после того Карен М. уверенно опознала его в качестве своего насильника по предъявленным ей фотографиям. Заместитель окружного прокурора Джефф Дусек заявил, что работа по разоблачению Джонса была частью расследования целевой группы серийных убийств и Брайан Джонс является подозреваемым в совершении убийств ещё нескольких десятков женщин, часть из которых занимались проституцией на бульваре Эль-Кахон в период с 1985 по 1990 год и были убиты на территории Сан-Диего. После предъявления обвинения, Брайан Джонс покинул тюрьму «Corcoran State Prison» и вернулся в Сан-Диего, где был помещён в окружную тюрьму «San Diego County Jail». Свою вину он не признал.

## Суд
В марте 1994 года Джонс вердиктом жюри присяжных заседателей был признан виновным в совершении убийств 34-летней Джоанн Свитси и 27-летней Софии Гловер. Также Джонс был признан виновным в совершении двух нападений, сопряжённых с изнасилованиями в отношении Марии Р. и Карен М., несмотря на протест его адвокатов. Адвокаты Джонса утверждали что показания обеих женщин подвергаются сомнению, так как они являлись проститутками и страдали наркотической зависимостью. Одна из жертв — Мария Р., во время судебного процесса не смогла дать показания против Брайана Джонса, так как вследствие наркотической зависимости страдала антероградной амнезией и не помнил большую часть инцидентов, которые происходили в 1980-х с её участием. Джонс и его мать утверждали, что в августе 1985 года после того как обвинение в совершении изнасиловании Марии Р. были с него сняты, она явилась с двумя женщинами к нему в квартиру и извинилась за ложное обвинение, однако личности этих женщин установить не удалось. Во время обсуждения степени виновности Брайана Джонса в совершении убийств Трины Карпентер и Тары Симпсон присяжные заседатели зашли в тупик по этим пунктам и не смогли вынести единогласного вердикта, после чего судья Лора Хэммес объявила о назначении нового судебного разбирательства по обвинению Джонса в совершении убийства Карпентер и Симпсон. 19 сентября 1994 года суд назначил Брайану Джонсу в качестве уголовного наказания смертную казнь. После окончания судебного процесса заместитель окружного прокурора Джефф Дусек заявил, что вина Джонса в совершении убийств Тары Симпсон и Трины Карпентер доказана на основании результатов криминалистических экспертиз, но он не будет повторно судим, так как был приговорён к смертной казни и в случае осуждения по другим обвинениям уже не сможет получить более сурового уголовного наказания.

## В заключении
После осуждения все последующие годы жизни Брайан Морис Джонс провёл в камере смертников тюрьмы Сан-Квентин ожидая исполнения своего смертного приговора. В марте 2019 года губернатор штата Калифорния Гэвин Ньюсом подписал указ о введении моратория на исполнение смертных приговоров в штате. На тот момент в камере смертников тюрьмы Сан-Квентин находилось 737 осуждённых. По состоянию на ноябрь 2023 года, 61-летний Брайан Морис Джонс был жив и продолжал находиться в камере смертников тюрьмы Сан-Квентин.